# 6420 Riheijyaya
6420 Riheijyaya (1993 XG1) là một tiểu hành tinh vành đai chính được phát hiện ngày 14 tháng 12 năm 1993 bởi T. Kobayashi ở Oizumi.